# Federação de Futebol do Tadjiquistão
A Federação de Futebol do Tadjiquistão (em tajique:  Федеросиюни футболи Тоҷикистон, Federosijuni futʙoli Toçikiston; em persa: فدراسیون فوتبال تاجیکستان) é o órgão dirigente do futebol do Tadjiquistão, responsável pela organização dos campeonatos disputados no país, bem como os jogos da seleção nacional nas diferentes categorias. Foi fundada em 1936 na República Socialista Soviética do Tadjiquistão como uma subdivisão da Federação de Futebol da União Soviética, permanecendo assim até 1994, quando a Federação foi aceita pela comunidade internacional, incluindo as associações continentais e internacionais. A TFF é filiada à Federação Internacional de Futebol (FIFA) e à Confederação Asiática de Futebol (AFC) desde 1994. A sede fica localizada na capital do país, Duchambé, e Rustam Emomali é o atual presidente da entidade.